# 南東スロベニア地方
南東スロベニア地方

(スロベニア語: Jugovzhodna Slovenija statistična regija)は、スロベニアで統計上用いられる地方区画 (Statistical regions of Slovenia) のひとつ。伝統的な地方区分では、ノトランスカ地方の一部にあたる。

## 統計上の特徴
2012年には地方GDPの半分近くを自動車、製薬、光産業が稼いだ。2012年の地方GDPの5.2%が研究開発に用いられた。
2013年には、94%の排水が処理された。これは国内平均の78%に比べるととても高い。
2013年中盤の老齢化指数は105.2だった。これは15歳以下の住民100人に対して、65歳以上の住民が105.2人居る事を表す。

## 自治体
南東スロベニア地方は21の自治体から成る。

この内2012年の人口が1万人以上だったのは次の4市。
- ノヴォ・メスト：3.64万人
- コチェーヴィエ：1.64万人
- チュルノメリ：1.47万人
- トレブニェ：1.21万人

## 経済
- 第一次産業：4%
- 第二次産業：52.6%
- 第三次産業：43.4%

## 観光
スロベニアへの観光客の内3.3%がこの地方を訪れる。

その内52.8%がスロベニア人である。

## 交通
- 高速道路:52.7km
- その他の道路:3603.1km